# Vermivore

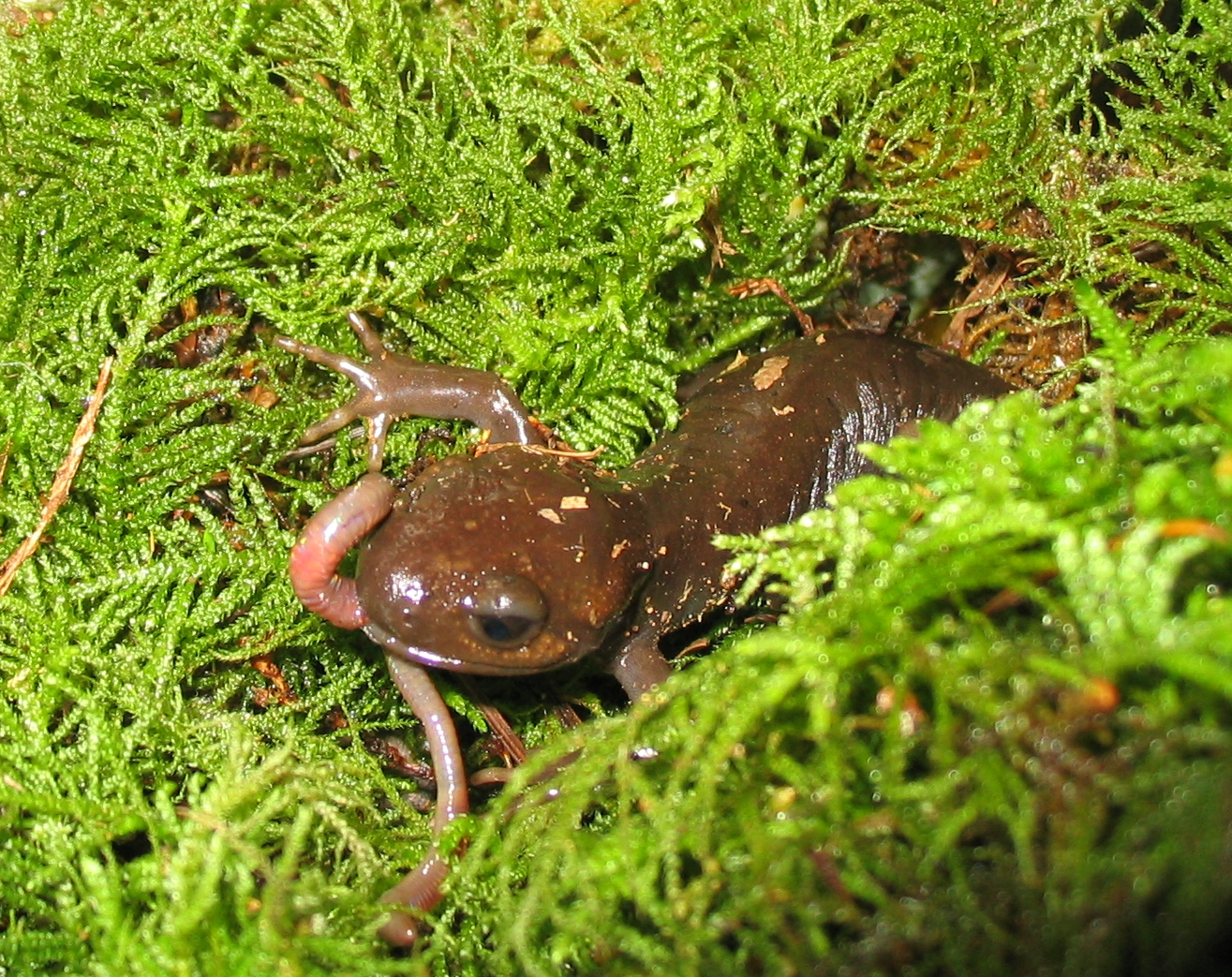
Một con kỳ giông đang ăn giun.

Vermivore (tạm dịch: "động vật ăn giun", từ vermi trong tiếng Latin có nghĩa là "con giun, sâu, trùng" và vorare có nghĩa là "ăn tươi nuốt sống") là một thuật ngữ động vật học trong tiếng Anh mô tả các loài động vật ăn giun (bao gồm các loài giun đốt, giun tròn, và động vật dạng giun khác). Động vật với một chế độ ăn như vậy được gọi là vermivorous. Một vài định nghĩa khác nới lỏng khía cạnh chế độ ăn nhưng lại giới hạn phạm vi nghĩa về các động vật nhất định nào đấy, ví dụ như cách giải thích "Ăn giun hoặc ấu trùng. Dùng để chĩ về loài chim". Toàn bộ một chi trong họ Parulidae (chim chích Tân Thế giới) đã được đặt tên là Vermivora. Có một loài vermivore mà có lẽ chỉ ăn giun là loài Paucidentomys vermidax, một loài động vật gặm nhấm của một loại thường được gọi là chuột chù được phát hiện vào năm 2011 tại Indonesia.

## Một số loài
- Chuột chù
- Tuatara
- Nhím (hedgehog)
- Chim kiwi
- Thú lông nhím mỏ dài
- Thú mỏ vịt
- Các loài đỉa trong chi Americobdella
- Chuột chũi
- Chim cổ đỏ
- Rắn ăn giun
- Một số loài ốc biển ví dụ các loài trong chi Jaspidiconus và Conus.